# لوئیس آرسه
لوئیس آلبرتو آرسه کاتاکورا (انگلیسی: Luis Arce؛ زادهٔ ۲۸ سپتامبر ۱۹۶۳) مشهور به لوچو، یک بانکدار، اقتصاددان و سیاستمدار اهل بولیوی است که از ۸ نوامبر ۲۰۲۰ به‌عنوان رئیس‌جمهور این کشور در حال خدمت است. وی پیش از رسیدن به ریاست‌جمهوری بین سال‌های ۲۰۰۶ تا ۲۰۱۷ و در سال ۲۰۱۹ مقام وزارت اقتصاد بولیوی را دراختیار داشته است و از او به‌عنوان مغز متفکر تحولات اقتصادی بولیوی در زمان ریاست‌جمهوری اوو مورالس یاد می‌شود.

## ریاست جمهوری
مخالفان آرسه از او به عنوان دست نشانده مورالس انتقاد کردند، اتهامی که وی و حزبش آن را رد کردند. یکی از رهبران MAS، دیوید آپازا، سعی کرد از مبارزات انتخاباتی آرسه با رئیس‌جمهور سابق بحث‌برانگیز فاصله بگیرد و بیان کند که «به‌طور کلی، Evo در دولت برادر لوئیس آرسه دخالت نخواهد کرد.»
اکثر نظرسنجی‌های عمومی نشان داد که آرسه با برتری همراه است اما برای جلوگیری از دور دوم آبان ماه کافی نبود. در شب انتخابات، نامزدهای تقسیم شده راست موفق شدند تا حدی رئیس‌جمهور سابق کارلوس مسا با کنار رفتن Áñez و رئیس‌جمهور سابق خورخه کوئروگا ادغام شوند. اگرچه نتایج اولیه به نفع مسا بود، اما شمارش سریع آرا شرکت Ciesmori در صبح ۱۹ اکتبر نشان داد که آرسه ۵۲٫۴٪ آرا را به دست آورده است، برای پیروزی در انتخابات بدون نیاز به دور دوم کافی است. آرس و حزب او پیروزی را اعلام کردند که اندکی بعد رئیس‌جمهور موقت Áñez در توییتر آن را تأیید کرد. مسا، رقیب اصلی آرسه، در یک کنفرانس خبری انتخابات را پذیرفت و گفت که شمارش اولیه نشان دهنده یک پیروزی «قوی و واضح» برای آرسه است.